# Nydamskeppet

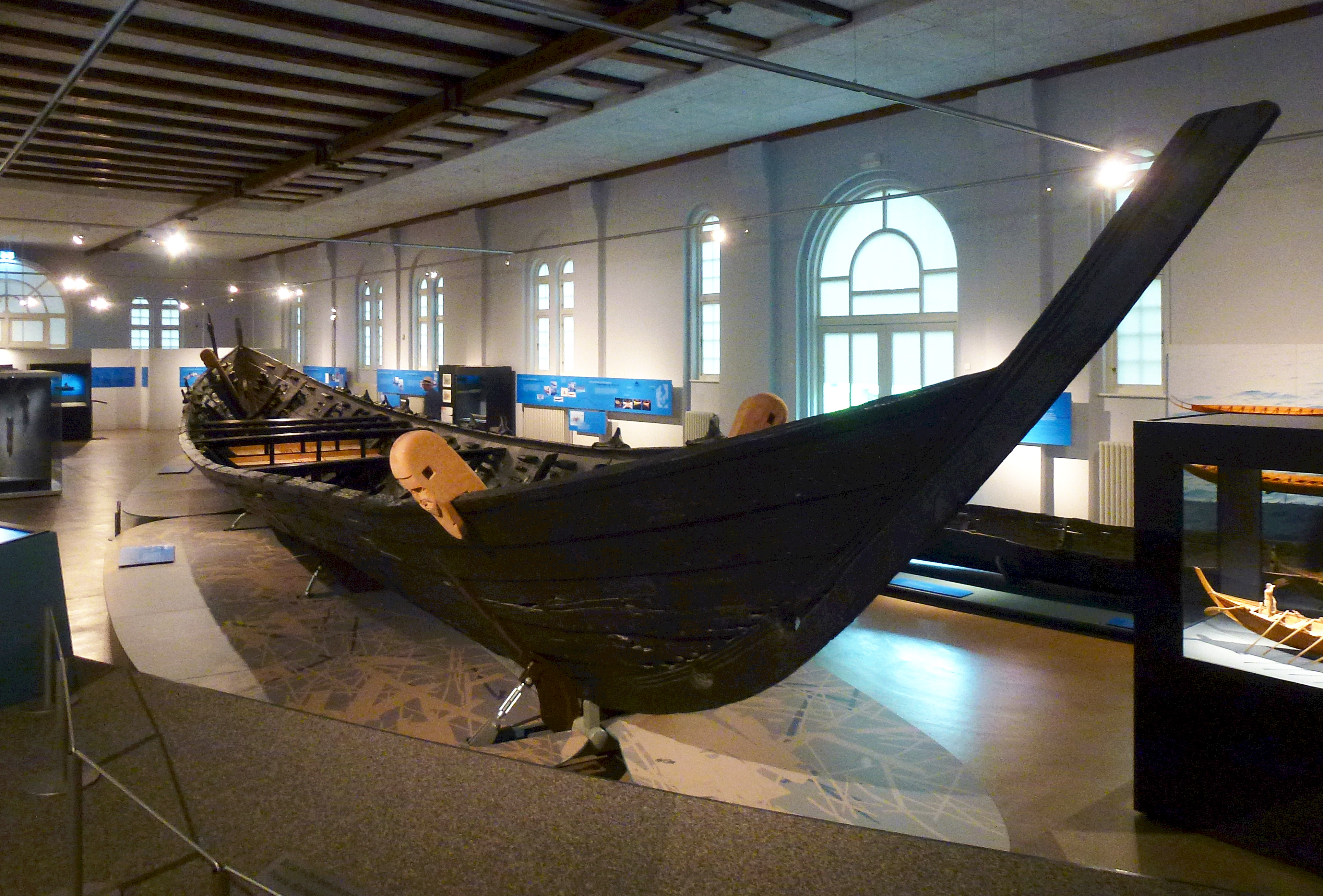
Nydamskeppet i Nydamhallen.

Nydamskeppet är ett 3 ton tungt, 23 meter långt och drygt 3 meter brett klinkbyggt skepp, byggt i ek på 300-talet. Skeppet fanns välbevarat i en mosse och förvaras idag i en speciell museumshall vid slottet Gottorp i staden Schleswig, norra Tyskland.

## Fyndet

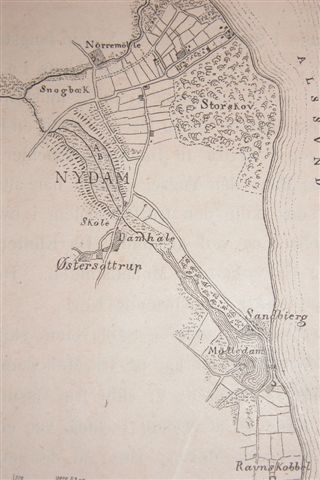
Karta över fyndplatsen.

Nydamskeppet hittades 1863, varvid en arkeologisk utgrävning av Nydam mosse följde. Nydam mosse är ett mosslandskap med en storlek av cirka 12 hektar belägen på Sydjylland, 8 km väster om Sönderborg i Danmark. Nydamskeppet var ett skepp utan segel som roddes av 36 roddare, den totala besättningen beräknas ha varit 45 personer. Skeppets tillkomst har daterats med hjälp av dendrokronologi till tiden 310–320 efter Kristus. Omkring år 345 efter Kristus blev skeppet nedlagd i mossen, som ett av fyra fynd på platsen från år 200 till år 450 efter Kristus. Man förmodar att skeppet har tillhört en främmande väpnad här som blev besegrad av den bofasta befolkningen vid Nydam mosse.  
De första arkeologiska utgrävningarna gjordes av den danske arkeologen Conrad Engelhardt under åren 1859-1863. Vid de första utgrävningarna fann Engelhart mängder av vapen och bruksföremål samt ytterligare tre båtar från yngre järnåldern. Utgrävningarna stoppades av Dansk-tyska kriget 1864. En del av fynden blev förstörda i kriget och endast en av båtarna blev kvar, en blev huggen till ved. Nydamskeppet är det enda kända bevarade skeppet från folkvandringstiden. Vid den här tiden levde på Sydjylland många mindre folkstammar. Att dessa båtar har blivit begravda i mossen kan ha varit en offerritual över dem som man har besegrat.
Vid freden 1864 föll Nydamskeppet i Preussens ägo och forslades till staden Kiel. Den 25 september 1941 under de allierades bombningar av staden flyttades Nydamskeppet till närheten av Schleswig. Vid fredsslutet begärde Danmark att återfå Nydamskeppet men den brittiska militärregeringen beslutade att placera skeppet vid Gottorps slott i en riddarsal. Sedan år 2013 finns Nydamskeppet i Nydamhallen, som är en tidigare exercishall strax intill slottet. På en yta av 700 m² visas båten och ett stort antal fynd.
Vid en arkeologisk utgrävning 1997 på platsen för Nydamskeppet fann man två träpålar 1,30 meter långa med skulpturer, cirka 40 cm höga föreställande män med skägg i ena ändan. De var utförda för att hänga på bordläggningens övre kant. Vilken funktion de har haft vet man inte bestämt.

## Historiska bilder

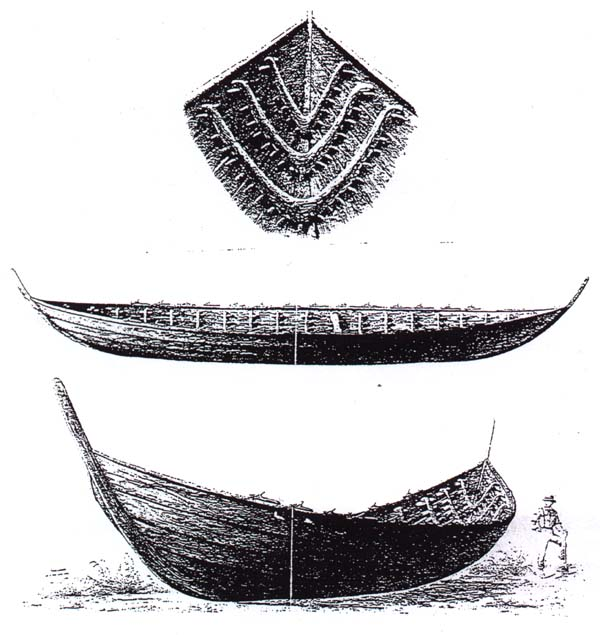
Nydamskeppet efter ritning av Engelhardt
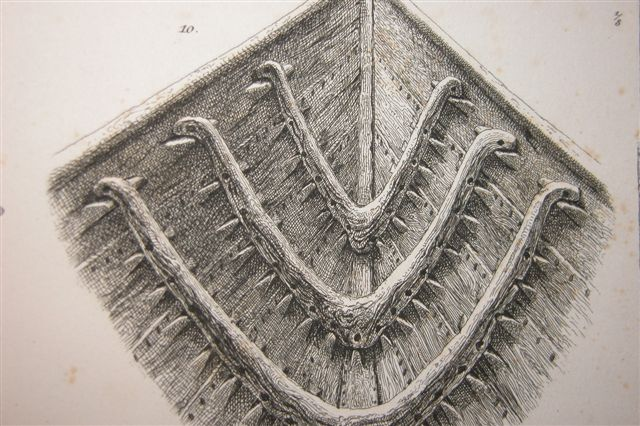
Spanten ligger på klampar, ritning av Engelhart
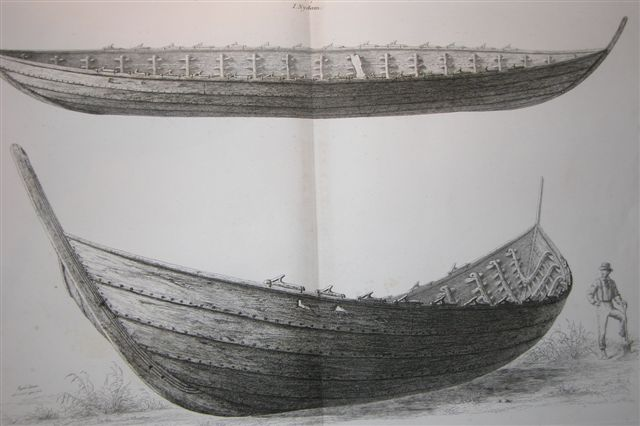
Nydamskeppet efter ritning av Engelhardt
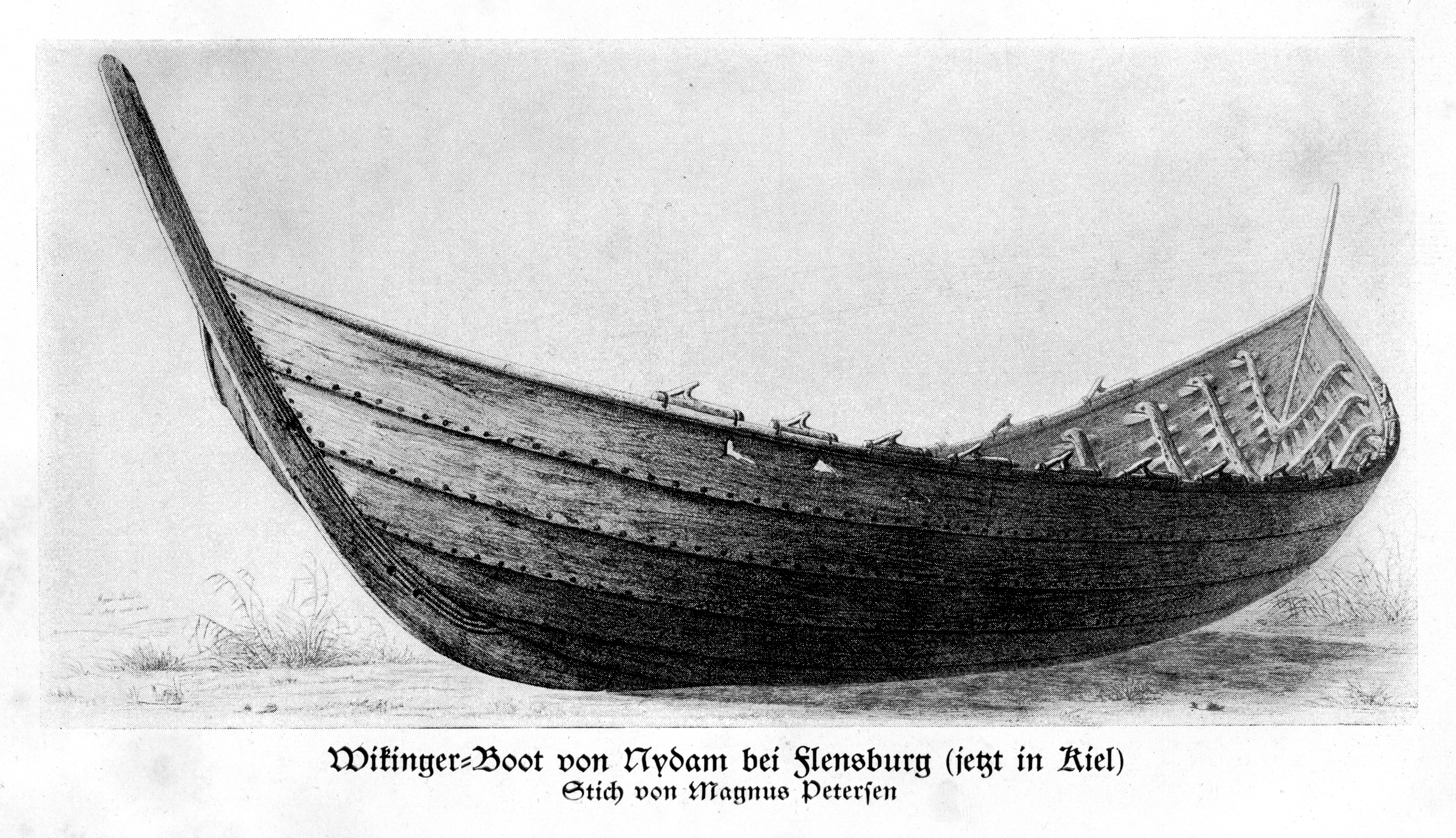
Nydamskeppet efter ritning av Magnus Petersen

## Byggteknik

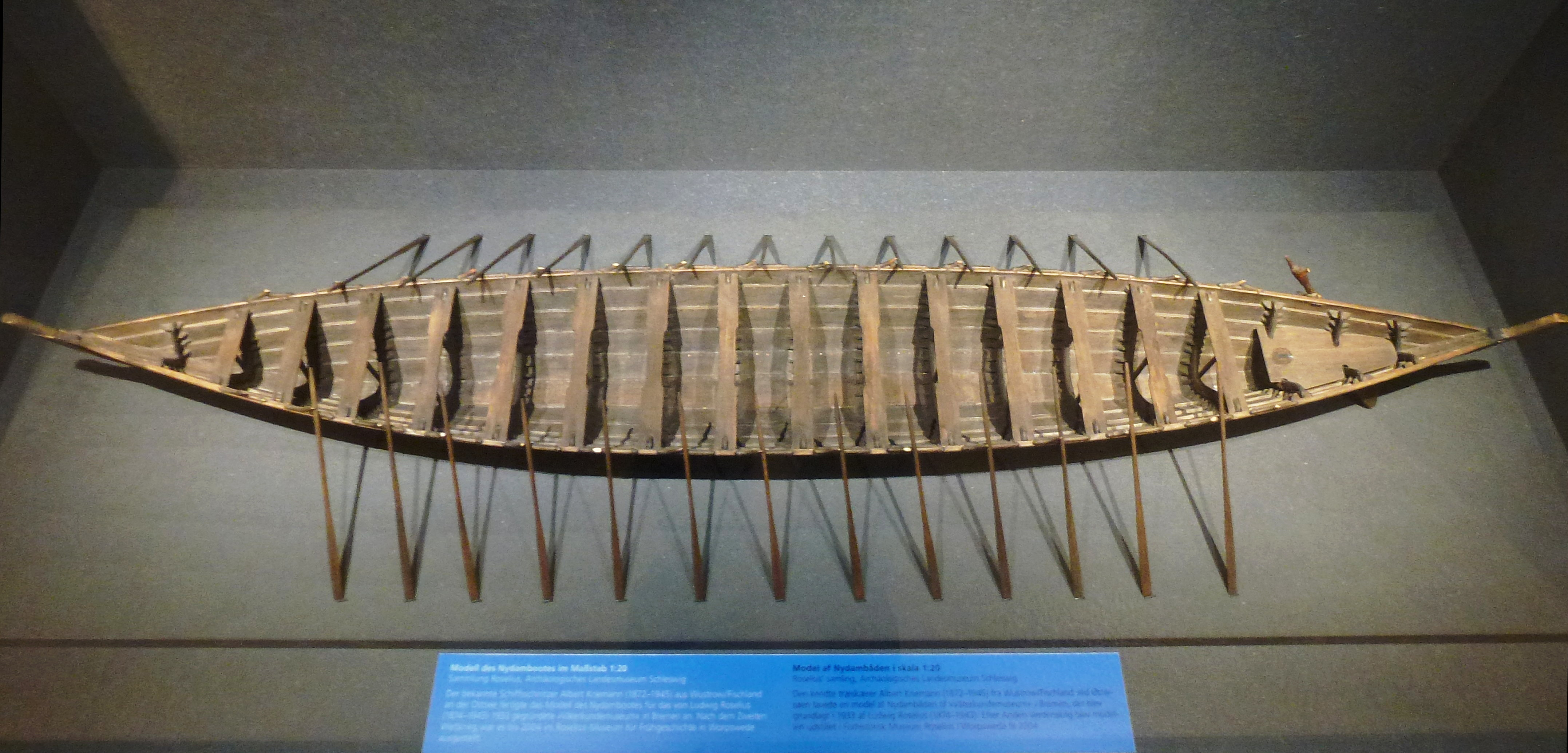
Modell i skala 1:20.

Nydamskeppet är unikt för norra Europa eftersom det är det enda bevarade skepp i den här storleken som var avsett för rodd. Skeppet representerar utvecklingen från tiden mellan Hjortspringbåtarna och vikingarnas skepp och båtar. Nydamskeppet är en föregångare till de senare vikingaskeppen. Kölen är en kölplanka som ligger horisontellt (ej på kant stående planka som på senare skepp). Skeppet har höga stävar och ett kraftigt språng för att klara att färdas över öppet hav, även Nordsjön. Bordläggningen som består av fem bordgångar är nitad med järnspik och bricka på insidan som på de senare vikingaskeppen. Stävarna har en spunning för att fästa borden som de senare vikingatida skeppen. Tätning mellan borden är en vävd remsa av ull med någon tjock tjäraktig impregnering. 
Skeppet har roder som de senare vikingaskeppen, men saknar mast. Känt är att en längre roddbåt måste vara utrustad med roder för att hålla kursen eller ändra kurs. Skeppet är byggt i ek som troligen är avverkat någonstans i södra Skandinavien, även Skåne inräknat. Bordläggningsplankorna är laskade som senare vikingatida skepp och båtar. Spanten är i ett stycke från reling till reling och de ligger på klampar (ej direkt mot bordläggningen som senare skepp) samt fästa med genomgående tränagel. Skeppet var utrustat med durkar över kölsvinet. Skeppet var utrustat med tofter (sittbänkar) och roddklampar för 36 roddare.

## Nutida kopia

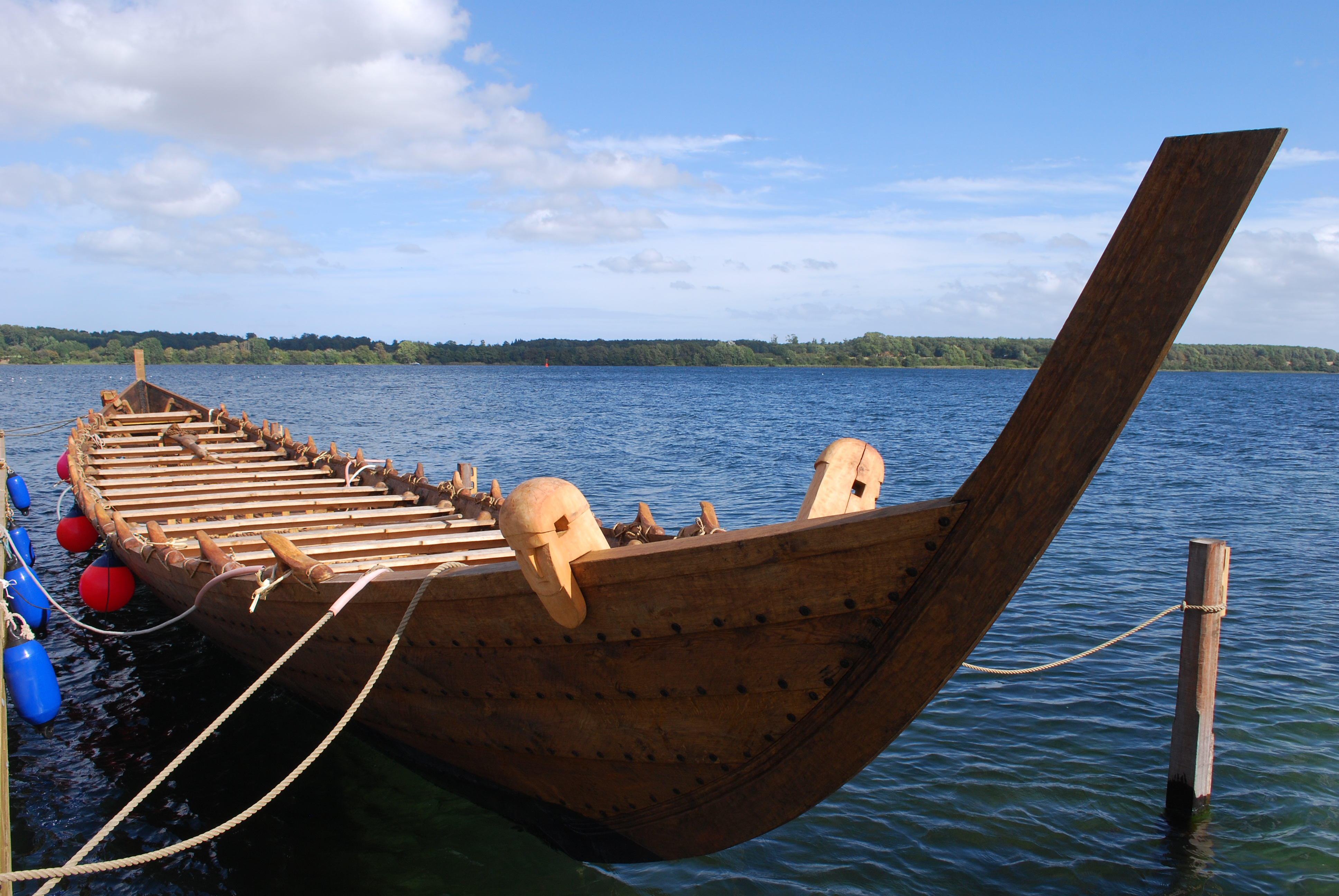
Nydam Tveir.

Mellan 2005 och 2013 byggde en grupp frivilliga en fullstor kopia av Nydamskeppet i ek efter att Vikingeskibsmuseet i Roskilde hade mätt upp originalet.
Nydam Tveir är försedd med spant av krokvuxen ek och bordläggning av ekplank och är hopfogad med 1 700 järnnitar. Det färdiga skeppet sjösattes den 17 augusti 2013 vid ett nybyggt båthus på Sundeved. Med två ton sten som barlast är djupgåendet 62 centimeter.
I juni 2014 provroddes Nydam Tveir på Als Sund och i september samma år deltog skeppet i en roddgala i Rendsburg.

## Bilder

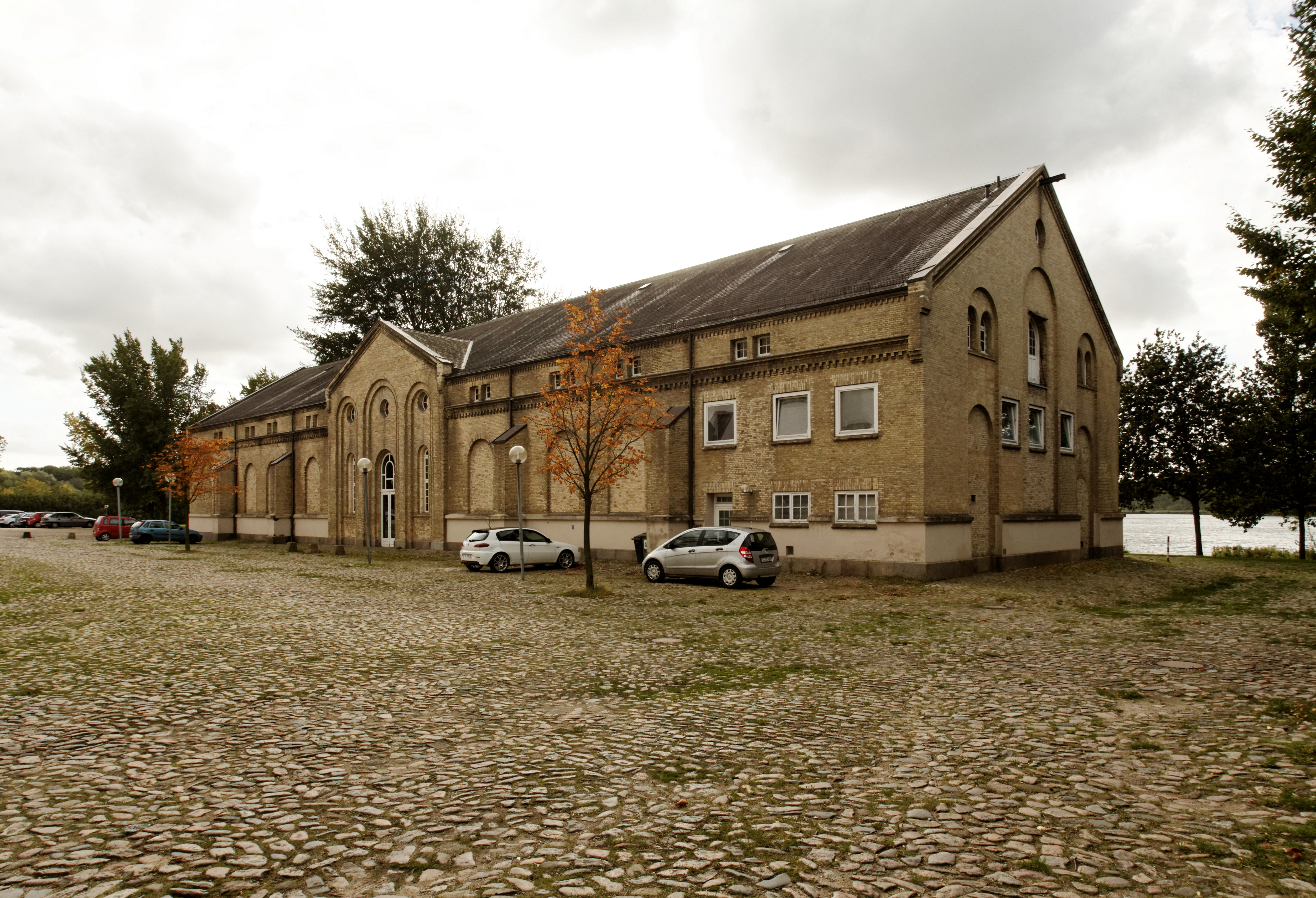
Nydamhallen
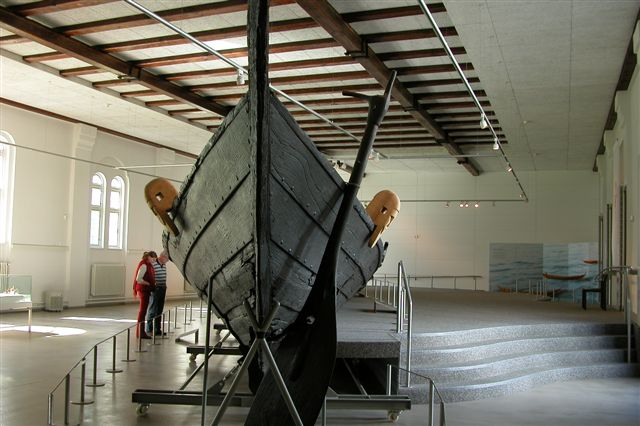
Nydamskeppet i Nydamhallen
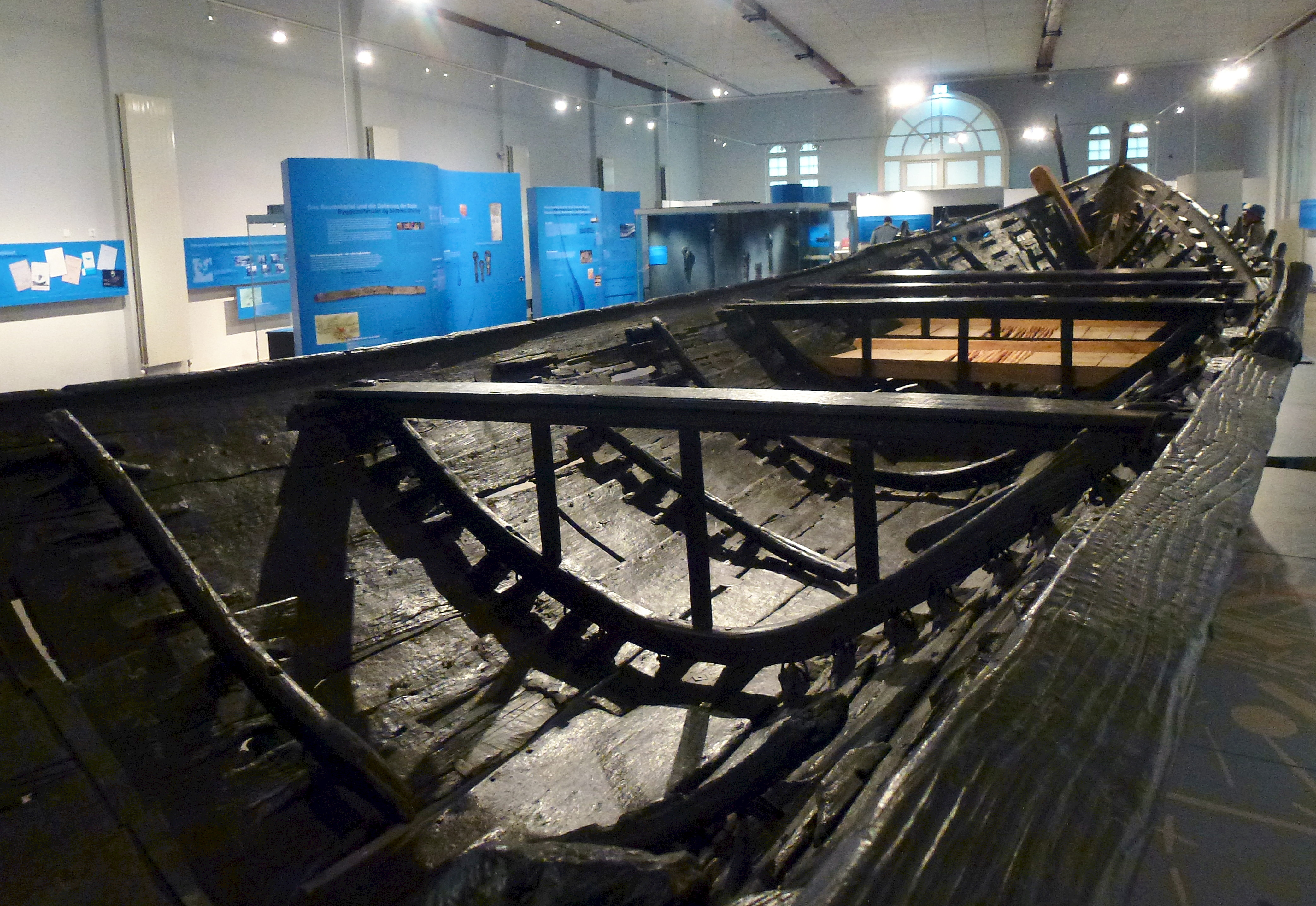
Skeppets invändiga detaljer
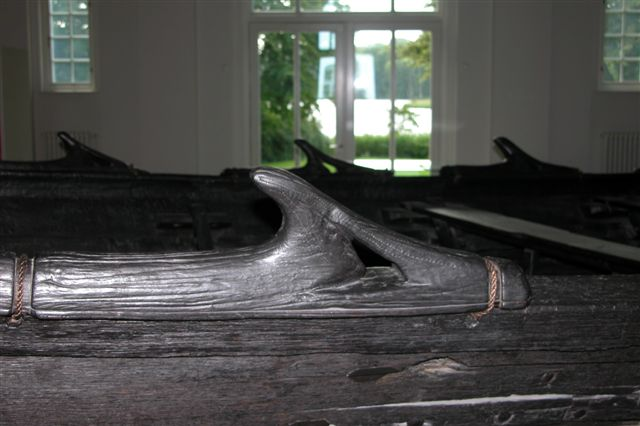
Nydamskeppets hå med hål för håband